# Ronald Colman
Ronald Charles Colman (ur. 9 lutego 1891 w Richmond, zm. 19 maja 1958 w Santa Barbara) – brytyjski aktor, laureat Oscara za rolę w filmie Podwójne życie.

## Filmografia
- 1927: Magiczny płomień jako Tito
- 1935: Opowieść o dwóch miastach jako Sydney Carton
- 1937: Zagubiony horyzont jako Robert Conway
- 1937: Więzień królewski jako major Rudolf Rassendyll / Rudolf V
- 1937: Żebrak w purpurze jako François Villon
- 1942: Zagubione dni jako Charles Rainier/"Smithy"
- 1944: Kismet jako Hafiz
- 1947: Podwójne życie jako Anthony John
- 1956: W 80 dni dookoła świata jako urzędnik kolei
- 1957: Historia ludzkości jako Duch Ludzkości, Anioł

## Nagrody
- Nagroda Akademii Filmowej 1947: Podwójne życie (Najlepszy Aktor Pierwszoplanowy)